# 4 км (зупинний пункт, Кримська дирекція Придніпровської залізниці)
4 кіломе́тр — пасажирський залізничний зупинний пункт Кримської дирекції Придніпровської залізниці.
Розташований на 4-й км. перегону Джанкой-Богемка Джанкойський район АР Крим на лінії Джанкой — Армянськ між станціями Богемка та Джанкой.
Станом на березень 2020 року щодня дві пари електропоїздів слідують за напрямком Феодосія/Джанкой — Армянськ.